# トランスフォーマー 超神マスターフォース
『トランスフォーマー 超神マスターフォース』（トランスフォーマー ちょうじんマスターフォース、Transformers: Super-God Masterforce）は、東映動画制作の日本のアニメ作品。『トランスフォーマー』シリーズの日本においてのアニメ作品第4弾。1988年（昭和63年）4月12日 - 1989年（平成元年）3月7日まで日本テレビで放映。全47話。キャッチコピーは「マスターフォースで君もトランスフォーム！」。

## 作品概要
『トランスフォーマー ザ☆ヘッドマスターズ』に続く和製トランスフォーマーアニメの第2弾。前作までのシリーズの世界設定を受け継ぎつつも、前作とは大幅に書き換えられた新機軸の物語が展開する。
これまでの「超ロボット生命体」に代わり、トランスフォーマーの力を手に入れた人間がメインキャラクターであり、またトランスフォーマーも人間や魔物に擬態するなど、人間賛歌（人間参加）を主軸にしたストーリー展開が大きな特徴である。「人間がトランスフォーマーになる」「ゴッドマスターが最強戦士である所以は『人間であること』にある」という要素を導入した。
玩具は前作同様に海外展開されていたものと共通だったが、名前やカラーリングは今作より日本独自のものになっている。本作品では場面が転換する際のエンブレムターンが廃止された。ゴッドジンライはシリーズ初の2号ロボとの強化合体である。
内容を東映動画に任されるようになったことから、割と自由になったといい、プロデューサーの吉田竜也は第1話を見て感激したという。スタッフは制作意欲に燃えていたが、「エンジンがかかったぞ!」というところで終わってしまい、不完全燃焼だったという。またベテランおよび当時の人気声優が多数出演していたことから、声優陣のギャラの調整に四苦八苦したという逸話もある。

## ストーリー
人間に秘められた未知の超魂パワーを巡り、闇の総統デビルZに支配されたデストロンが地球を狙って行動し始める。
太古より悪魔として恐れられ、世界各地に封印されていたデストロンプリテンダーが復活。彼らを封じ込め、人間の姿をかりて日常生活を送っていたサイバトロンプリテンダーたちはそれを察知し、戦いを再開した。そして地球人の少年少女を、ヘッドマスターJr.に任命、協力してデストロンプリテンダーやデストロンヘッドマスターJr.と対決する。
サイバトロン有利に戦況が展開するなか、デストロンはゴッドマスター（強化スーツを纏った人間がロボットのエンジン部に合体）を投入、その圧倒的な力にサイバトロンの戦士たちは苦戦する。しかしサイバトロンはゴッドマスターが世界にまだ散らばっていることを知り、各地を捜索して彼らを見つけ出し味方に引き入れる。
やがて、ゴッドマスターを主軸としたサイバトロンとデストロンの死闘が繰り広げられる。

## 登場キャラクター

### サイバトロン

#### ゴッドマスター（サイバトロン）
人間と超ロボットが融合した新たな生命体。人間が「マスターブレス」と呼ばれるブレスレットによって「マスターフォース（強化服を纏った姿）」に変身。さらに魂の結晶体「アイアコーン」に変形してトランステクターに合体（ゴッドオン）し、ロボットに変形する。「天超魂」「地超魂」「人超魂」の三つのエネルギーを使いこなすことによって、超パワーを生み出したり傷を自然治癒させたりすることができる（この天地人の超魂パワーを使いこなすことにより、神の域にまでいったため、ゴッドマスターと呼ばれる）。最後にはトランステクターに心が宿り、人間から分離して独立した超ロボット生命体となって逃亡したオーバーロードたちを追い宇宙へと旅立っていった。なお、サイバトロンのゴッドマスターのトランステクターは総て自動車（民間車両）である。
総司令官 ジンライ
声 - 竹村拓
第10話から登場。総司令官。日本・長野県出身の青年。19歳。自由を求めてアメリカに渡り、トレーラーの運転手（本人曰く「自由気ままなトラック野郎」）として生計をたてていた。やや短気だが（これは本人も自覚している）過ぎたことには固執しない爽やかな性格で、秀太たちヘッドマスターJrの良き兄貴分。正義感は強いものの自由を好むがゆえに、当初は孤独を愛し、サイバトロンのメンバーになることにはためらいを見せていた。しかし運転手仲間たちが自分を狙うハイドラー兄弟の卑劣な罠で命を落としたことや、秀太やキャブもそれぞれの家族や故郷がデストロンの攻撃に晒されたのを知ったことで徐々に闘う決意を強くしていった。その勇敢な戦いぶりをホークたちプリテンダーから評価され、味方のゴッドマスターが揃ってサイバトロンの陣容が固まった後にサイバトロン総司令官に任命された。赤いトレーラーヘッドからゴッドオンする。
総司令官 スーパージンライ
第15話から登場。ゴッドマスター・ジンライがコンテナ部と合体（ダブルオン）し巨大化した姿。コンテナはジンライが日本に戻った際（第13話）、長野県のトンネル採掘現場から発見された強固な鉱石の中に隠されていた。
玩具はオプティマスプライム（Optimus Prime）の仕様変更品。
最高総司令官 ゴッドジンライ
第26話から登場。スーパージンライがゴッドボンバーと「超神合体」して誕生する最強の戦士。
玩具はスーパージンライとゴッドボンバーのセット版も販売された。
副官 ライトフット
声 - 柏倉つとむ
第16話から登場。17歳。3月17日生まれ。自動車会社ブリティッシュモーターズ社長レフトフットを父に持つ生真面目な性格のイギリス人青年。また、副官としての責任感も強い。ロードキング曰く「堅物」だが、ジンライの戦う姿に興奮し派手にクラクションをかき鳴らすなど、端正な容貌に似合わぬ血気盛んな一面を時折覗かせる。父親から受け継いだ車がトランステクターだったことからゴッドマスターとなった。マツダサバンナRX-7・FC3S型のIMSAタイプのレースカーからゴッドオンする。武器は電磁ライフル。必殺技は地中から噴出させた高圧水流で攻撃する「超魂ラウンドウォーターフォール」と渦巻を引き起こす「超魂スピンドリル」。
玩具はゲッタウェイ（Getaway）の同仕様品。
地球防衛戦士 レインジャー
声 - 大塚芳忠
第17話から登場。19歳。カナダの自然観察員。いつも心に余裕があり、冗談を言いながら周囲をサポートする。自然と動物を愛するおおらかな性格である。バギーからゴッドオンする。ある時山脈で発見した光る岩を発見し、ジンライたちによりそれがトランステクターと聞かされ仲間となる。武器はナパームブラスター。必殺技は灼熱の砂を放つ「超魂ヒートサンドアタック」。
玩具はジョイライド（Joyride）の仕様変更品。カラーが大幅に異なるため、ロボットポイント通販限定で海外版仕様のものが発売された。
連絡防衛戦士 ロードキング
声 - 塩沢兼人
第19話から登場。19歳。イギリスの人気カーレーサーで自動車マニア。気取らない好人物のスターだが、女好きな一面も見られる。ブリティッシュモーターズのCFにも友情出演している。スランプに陥っていたころに、恩人ジェルマン（声 - 徳丸完）から譲り受けたF-1とゴッドオンする。武器はピンホールライフル。必殺技は竜巻を放つ「超魂ロータリーブーストタイフーン」。
玩具はスラップダッシュ（Slapdash）の同仕様品。

#### ヘッドマスターJr.（サイバトロン）
救助活動が主な任務で、戦闘にも対応。人間の少年少女が「マスターブレス」によってマスターフォースとなり、トランステクターにヘッドオンしてロボットに変形する。彼ら3人の超魂パワーが合わせることでジンライの超魂パワーに匹敵する。最後はゴッドマスター同様、トランステクターが独立したロボット生命体となった。
剛 秀太（ごう しゅうた） / レスキュー指揮官 ゴーシューター
声 - 冬馬由美（タイトルコールおよび次回予告ナレーションも兼任）
ロボットモード時全長:7m
13歳。スポーツ万能であり、サッカーとパソコンが得意なインターナショナルスクールに通う少年。マスターフォース研究を行っていた剛博士の息子。メタルホークとは兄弟のように生活していた。性格は正義感が強く、相手が卑怯な手段を使うと自我も忘れて相手に体当たりする面もある。ホークから地球人ではないことを知らされた後、自分も地球を守るために闘うことを決意する。初期にはポケバイに乗ることが多かった。トヨタ・スープラA70型（マツダサバンナRX-7・FC3S型とする資料もあり）のパトカーからヘッドオンする。武器はプラズマパワーライフルとプラズマガン。必殺技は得意のサッカー技を利用したキック技「ゴールキック」と「サイキックバースト」（本編未使用）。
劇中ではヘッドオンした状態でも専らゴーシューターではなく秀太と本名で呼ばれている。
次回予告での決め台詞は「さぁ、マスターフォースで君もトランスフォーム!」。
玩具はサイレン（Siren）の仕様変更品。ロボットポイント通販限定でサイレンと同仕様の「ゴーシューター サイレン」も販売された。
キャブ / 災害防衛戦士 キャブ
声 - 江森浩子
第2話から登場。13歳。南太平洋のカリン島の王子で、動物とも会話できる。デストロンのカリン島襲撃から剛秀太と関わるようになり、日本に留学しインターナショナルスクールに入学し、サイバトロンに入隊する。性格は好奇心旺盛で少々自信家。秀太とはケンカ友達だが一緒にギャグをとばすことが多い。学校の寮には住まず、木の上に家を立てペットのインコ（声 - 山田恭子）やアルマジロと共に暮らしている。消防車からヘッドオンする。武器はアンチファイヤーガンとレーザーピストル。必殺技は「ライトニングファイヤー」（本編未使用）。
玩具はホースヘッド（Hosehead）の仕様変更品。
ミネルバ / 救急看護戦士 ミネルバ
声 - 山本百合子
第3話から登場。15歳。モンパルタ（架空の国）人とフランス人の混血の少女でモンパルタ駐日大使の娘。秀太、キャブと同じインターナショナルスクールに通い、来日をきっかけに日本舞踊を習い始める。飛行機の事故でホークたちと会い、以後ヘッドマスターJr.として闘うこととなる。当初は戦うことに恐怖を感じていたが、自身でそれに打ち勝つ。
ヘッドマスターJr.の中では最年長で、心優しい性格。ゴッドマスターの秘密を聞き出すため、捕虜にされ拷問を受けていたキャンサーを擁護し、彼と友情を結んだ。また秀太、キャブに先輩風を吹かせようとする場面もある。ポルシェ959タイプの救急車からヘッドオンする。武器はショックブラスターとショックガン。看護が主要任務なので、必殺技は持たない。テックスペックにはバレエ殺法が得意とあるが、アニメ劇中では日本舞踊を嗜んでおり活かされなかった。
漫画ではジンライと共に「サイバトロンのお父さん、お母さん」に認定されて照れる場面もあった。
玩具はナイトビート（Nightbeat）の仕様変更品。カラーが大幅に異なるため、ロボットポイント通販限定で海外版仕様のものが発売された。

#### プリテンダー（サイバトロン）
セイバートロン星生まれの超ロボット生命体の種族の一つで、機械以外であっても様々な姿に変わることが可能な種族。地超魂の力を持つ。
数千年前にデストロンプリテンダーと共に地球に不時着する。人間の素晴らしさに心打たれ、地球を第2の故郷として人間の姿になり生活するようになった。「スーツオン」の掛け声で戦闘服モードに、「プリテンダー」の掛け声で巨大変身・ロボットモードになる。
元々人間ではないプリテンダーと人間であるヘッドマスターJr.やゴッドマスターを繋ぐ役割として、サイバトロン初のゴッドマスターであるジンライを司令官に任命する。
普段は人間として働いているため、戦闘の際に全員出撃できないこともある。
ホーク / 宇宙指揮官 メタルホーク
声 - 森功至
サイバトロンプリテンダーのリーダーであり、また、ジンライが登場までは総司令官代理で、明確に総司令と名乗っていない。地球では宇宙工学博士の青年として生活していたが、デストロンの復活に際して真の姿を現して戦うことになった。また、自分たちが戦えなくなった時のことを想定し、ヘッドマスターのクロームドームにヘッドマスターJr.のマスターブレス製作を要請した。剛博士の死後は、彼より託されたサイバトロン基地の管理に当たる。誠実な性格で秀太たちから兄のように慕われている。ジェット機に変形。地球と月の間を15分で往復することができるスピードを誇る。武器はジェットライフルとチタニウムサーベル。必殺技は全身から光の矢を連射する「シャイニングアロー」。
玩具は日本独自に新規で製作された。
陸上探査戦士 ランダー
声 - 田中亮一
普段はニューヨークで自動車設計技師をしている。クールな性格だが女好き。それゆえにデストロンとの戦いでは女性とのデートを壊された怒りを露にすることもあった。陸上戦を主とするために空を飛ぶ相手が苦手。また、地球上のあらゆる火山活動や地質に詳しい。ヘッドマスターJr.のトランステクターの設計をしたのは彼である。趣味はワインのコレクション。地雷原処理車に変形。武器はドリルウェーブガンとクラッシャーブレード。必殺技は「フィールドハリケーン」（本編未使用）。
玩具はランドマイン（Landmine）と同仕様品。1988年当時は「アメリカでは生産がまにあわないぐらいの大人気」のため日本での発売の予定はないとして、キャンペーンの景品に回されたが、後に開発に携わった大野光仁は「日本では受け入れにくいのではないか」「主役級だが、評判は悪かった」と語っている。後に日本版のパッケージで販売された。
惑星連絡戦士 フェニックス
声 - 平野正人
普段はドイツの航空基地に勤める通信技師。通信連絡が主な任務で、どんな暗号でも解いてしまう。趣味も暗号解読。普段は真面目だが、ノリのいい一面もある。ジェット機に変形する。ホークと共に行動することが多い。武器はウェーブブラスターとスネークロッド。必殺技は「クラウドレーカー」（本編未使用）。
玩具はクラウドバースト（Cloudburst）と同仕様品。
海洋防衛戦士 ダイバー
声 - 幹本雄之
普段は海洋学者として働いており、少しならば魚の言葉がわかる。普段は温和で面倒見の良い性格だが、地球や人間に対する思いは強い。闘いに不慣れなヘッドマスターJr.やゴッドマスターを見守っている。サイバトロン戦士の中では唯一、深海での行動が可能。飛行も可能な潜水艇に変形する。武器はシーパワーブラスターとシーアックス。必殺技は水中で渦巻きを放つ「スクリューアンカー」。
玩具はウェーブライダー（Waverider）の仕様変更品。
グランド（ヘッドマスター：グラン）
声 - 沢木郁也
第22話から登場。前作の総司令官フォートレスを元に生まれた新戦士（資料によっては、フォートレスの弟としているものもある）。ヘッドマスターとプリテンダーの能力を備えている。ブラックザラックの地球への襲来を察知したサイバトロン本部から戦艦マキシマスに乗り、太陽系へと派遣されてきた。後にマキシマスをサイバトロン基地とするために招集される。普段よりスーツオンの状態で行動し、ロボットモードでいることは少ない。スーツオン状態から、（グランが既にヘッドオンした）グランドの姿に戻り、さらにグランドマキシマスの頭部に変形。夢はコンボイのような戦士になること。
漫画では戦闘服モードのまま巨大化も可能である。
太陽系司令官 グランドマキシマス
第23話から登場。グランドが戦艦マキシマスとヘッドオンして完成するトランスフォーマー。アニメ本編では合体シークエンスはなく専ら変形として描かれた。トランスフォームする際は「ビッグトランスフォーム！」と叫ぶ。フォートレスマキシマスと色が違うだけで同じ姿だが、トランステクターのサイズは大幅に小さく、フォートレスマキシマスが3,000mなのに対し、設定上の身長は35mである。フォートレスマキシマスと異なり、脇腹のタキオンビーム砲が立った状態で描かれている。艦橋にゴッドジンライを乗せ武器である陽子マスターライフルを貸して戦闘するシーンも見られた。フォートレスマキシマスのマスターソードに酷似した剣マスターブレードも装備している。必殺技はタキオンビーム砲と陽子マスターライフルの同時発射「トリプルビームアタック」（本編未使用）。基地にも変形可能。サイバトロン基地の壊滅後は拠点となった。
玩具は前年に発売されたフォートレスマキシマスの仕様変更品。成型色が変更され、プリテンダースーツが追加されている。

#### その他（サイバトロン）
攻撃指揮官 クロームドーム
声 - 堀秀行
前作でサイバトロンヘッドマスターのリーダーを務めていたトランスフォーマー。地球人たちがデストロンに対抗できるよう、トランステクターとマスターブレスを開発し、地球に送った。第4話のみの登場。
武装戦士 ゴッドボンバー
第26話から登場。ジンライをよりパワーアップさせる「ボンバー計画」によって作り出された擬似トランスフォーマー。自己意識は無く、ゴッドマスターであるジンライのパワーを受けて動く機能が付いており、本人が気絶していたりすると動かなくなってしまう。ヘッドマスターJr.3人分の超魂パワーを合わせることでも稼動・操縦することが可能。最高速度はM15。漫画版では最終決戦後に自我を持つ超ロボット生命体として生まれ変わった。
玩具は日本独自に新規で製作された。
忍者騎士 シックスナイト
声 - 速水奨
第18話から登場。「宇宙最強の超ロボット生命体」を称する宇宙の流れ者のシックス一族。孤高の一匹狼的存在。ロボット・ジェット機・レーザーガン・ピューマ・ドリルタンク・マリンボートの6つの形態を持つ。また、天超魂の力を使うことができる。当初はデストロンに身を置き、人間を「クズ」と見下していたがジンライとの決闘を経て、サイバトロンに味方する。冷静で誇り高く弱いものを攻撃したり、卑怯な手段を嫌う正々堂々とした性格。武器は二丁の光子ライフル。必殺技は六つの形態に連続して変形しながらエネルギーを溜めて発射する「ローリングトランスフォーメーション」（本編未使用）。最終決戦ではジンライを守るために単身でデビルZに挑んだが敵わず、返り討ちに遭い戦死を遂げる。
玩具はクイックスィッチ（Quickswitch）の仕様変更品。

### デストロン
デビルZ
声 - 柴田秀勝
第2話から登場。すべてのデストロンを支配する黒幕であり、闇の総統。デストロン宇宙軍と地球軍を統合し、宇宙の果てからブラックザラックを呼び寄せサイバトロン全滅を目論む。ゴッドマスターを作り出したのは実は彼であり、ゴッドマスターを完全なロボット生命体に変えたりすることも出来る。ビデオ作品『超神マスターフォース大図鑑』では、ゴッドマスターのトランステクターはG星雲89から盗み出した物と説明（同時に大半はサイバトロン製と判明）されている。基本的に部下を虫けら程度にしか思っていなかったため、最終的にオーバーロードの反逆を招いてしまった。球体のようなエネルギー生命体で、最後はブラックザラックと融合し、ジンライに決戦を挑んだが、ジンライの超魂パワーで完全に滅び去った。
暗黒大帝 ブラックザラック
声 - 銀河万丈、柴田秀勝（デビルZとの融合後）
第24話から登場。デビルZが呼び寄せた宇宙の用心棒。サソリ型戦艦・要塞に変形。トランスフォームする際は「ビッグトランスフォーム!」と叫ぶ。トランステクターは前作のデストロンリーダー恐怖大帝メガザラックに似ていて、頭部は仮のものである。感情のない破壊マシーンといった趣。地球に到着後はデビルZが融合し（デビルZ曰く、「真の姿」）、全世界を破壊の恐怖に陥れた。武器はブラックホールキャノンとタイラントスピア。肩にはブラッキングキャノンを、左手にはプラチナシールドを装備。玩具の設定では天超魂パワーでブラックホールを作り出す「ブラックサンダー」が得意技。アニメでは罠としてブラックホールを仕掛けた。
テレビマガジン誌上の記事において、敗走した前作のリーダーであるスコルポノック（メガザラック）がデビルZによって体内に部品の一部として組み込まれてしまっていたと明かされている。またビデオ作品『超神マスターフォース大図鑑』ではスコルポノックはデビルZに洗脳されてしまったとグランドによって語られている。
最終決戦ではサソリの脚部などをゴッドジンライに破壊された状態でトランスフォームし、「天の首」と「地の首」を持つ双頭の蛇のような姿となった。こちらは口から光線を吐く。原案の金田によれば、これは「蛇蠍」（邪悪で忌み嫌われる者）という言葉と絡めた形態であるという。
漫画ではスコルポノックが部品にされる様子が描かれた後も感情が見られ、サイバトロン相手にキャンサーを盾に取ってオーバーロードの怒りを買うと人間に当惑した。
玩具は前年に発売されたのメガザラックの仕様変更品。成形色と頭部ヘルメットの形状が変更され､大型武器「タイラントスピア」が追加されている｡サソリ型戦艦モードと基地モードのほかに､頭部ヘルメットを外す必要があるが､アニメオリジナルである「蛇蝎」モードへの変形も再現可能｡
ガードマインダー
声 - 佐藤正治、掛川裕彦
第35話から登場。ブラックザラック直属のガードロボット。金のボディのリーダーを筆頭に灰色のボディの量産タイプが何十体もいる。シーコンズと違って全員が明確な自我を持つが、ゴッドマスターたちに次々と倒されていった。
玩具での名称は金色の個体は、ブラックロリッチ（玩具ではブラックザラックに付属している）、灰色の個体は、ファストトラック（玩具ではメガザラックに付属している）。

#### ゴッドマスター（デストロン）
デストロンのゴッドマスターのトランステクターは軍用機が基本である。後述のとおり、ギガ・メガ夫婦とハイドラー・バスター兄弟では「人間の強さ」に対する考えを異にするようになり、結果的にこのことがデストロンのゴッドマスター4人の命運のみならずデストロンの運命をも左右することとなった。最後はデビルZが倒され宇宙へ逃亡する。
破壊大使 オーバーロード
声 - 野田圭一（ナレーションも兼任）
第24話から登場。デビルZが作り上げた原初のトランステクターがギガタンクとメガジェットだった。その後、ジンライやハイドラー兄弟のトランステクターが分裂したが、それらのメカ機能をすべて備えている。スーパージンライを凌ぐ力を持つゴッドマスター。
ギガタンク/メガジェットに、ギガ・メガの2人がゴッドオン、合体してロボットに変形する。要塞基地にも変形。主な武器は左脇腹の6門の銃口からの弾丸を発射し、相手の装甲を溶かす「超魂ボルトマッシャー」。その威力は初戦でスーパージンライにその再生能力を超えたダメージを与えボンバー計画を促すこととなった。右脇腹の二連砲からはビーム「超魂デーモンブラスト」を発射。メガジェットの機首は左肩に装着され楯となる他、腕についている小型ジェットを飛ばして敵を背後から攻撃する「メガチャイルド」も可能。必殺技は「ディスリライブ」（本編未使用）。ハイドラーやバスターと違い、人間の潜在能力を最後まで信じていた。これは、天地人のうち、人超魂は人間にしか使えないため、ゴッドマスターが最強である所以は「人間であること」にあるという確かな根拠のある信念だった。
ギガとメガは当初はデビルZに忠実ながらもゴッドジンライとの真っ向勝負を望む面もあり、彼曰く「根っからの悪人ではない」。終盤には銃を捨て徒手空拳で挑むようになっていた。ゆえに失敗した部下に残虐非道な仕打ちもするデビルZに疑問を抱き遂には背反、さらに救ったゴッドジンライに借りを返したことで怒り心頭に発したデビルZはギガとメガを抹殺し、トランステクターに自らに忠実な自我を作り出した。独立したロボット生命体となったオーバーロードはデビルZが戦死してからも舞台を宇宙に移し戦いを続ける。
玩具は日本独自に新規で製作された。アニメオリジナルである宇宙航行モードへの合体変形が再現可能。
ギガ
声 - 野田圭一
第8話から登場。デストロン軍団の父親的存在。残忍だが正々堂々とした戦いを主義とする。M1エイブラムスがベースデザインと思しき戦車・ギガタンクを操縦する。必殺技は「超魂デーモンブラスト」。ゴッドオンした際のオーバーロードの人格はギガに準じている。
メガ
声 - 吉田理保子
第8話から登場。デストロン軍団の母親的存在。仲間には優しい。ギガと同様にオーバーロードが完成するまではジンライたちの前に現れることはなかったが、一度占い師に変装し「スーパージンライは人類の敵」と人間を唆したことがある。ロッキード SR-71 ブラックバードがベースデザインと思われるジェット機・メガジェットを操縦する。必殺技は「超魂ボルトマッシャー」。前述のようにゴッドオンした際のオーバーロードの人格はギガがベースであるが、36話でキャンサーをスーパージンライとの戦闘に巻き込みかけた際にはメガの意識が出て攻撃を止めている。
ギガ、メガ共に漫画版では海難事故で既に絶命した男女だったが、デビルZに最初のマスターフォースに選ばれ新たな命を得たとされる。しかしマスターフォース戦争の終結後、再び眠りに就いた。新たな命を得たオーバーロードもアニメ版とは異なり、ギガとメガを尊ぶ誇り高き戦士として描かれている。
宇宙航空参謀 ハイドラー
声 - 山口健
第8話から登場。世界的に有名だった東ドイツの元俳優（テックスペックでは悪名高かった元殺し屋）で、変装の達人。18歳。粘着質でエリート意識が強い。味方もろとも敵を攻撃するなどの行為が多いことから仲間内からも好かれてはいないが、弟思いの一面も持ちその危機には我が身を盾にしてでも助けに入る。地球はデストロンに統治されるべきと信じる。後に度重なるジンライへの敗北から人間の弱い肉体に限界を感じ、デビルZに頼んで完全なロボット生命体へと変化を遂げることになる（アイアコーン部分は残っているものの、人間大のアンドロイド的存在であり、兄弟ともにゴーグルの下の素顔はロボットモードと同じ物に変貌していた）。そして、ロボット生命体になった後は超魂パワーではなく「デビルパワー」を操りジンライに挑んだ。パナビア・トルネード ADVからゴッドオンする。武器は2丁のスカイレーザーとプラズマミサイル。必殺技は「超魂ウィングサンダーボルト」（本編未使用）。
ロボット生命体となってからは声にエフェクトがかかるようになった（バスターも同様）。
玩具はダークウィング（Darkwing）の仕様変更品。ロボットポイント通販限定でダークウィングと同仕様の「ハイドラー ダークウィング」も発売された。
宇宙航空兵士 バスター
声 - 塩屋翼
第8話から登場。ハイドラーの弟で元DJ。17歳。中性的な容姿を持ち、比較的穏やかだが陰気なところもある。兄に追いつかんとするが尊敬し続け、ともにデストロンの地球支配を実現すべく精力を注ぐ。後にデビルZにより、ハイドラーと共に完全なロボット生命体となる。ロッキード・マーチン F-16ファイティングファルコンからゴッドオンする。武器は2丁のスカイレーザーとプラズマミサイル。必殺技は「超魂ウィングデッドハリケーン」（本編未使用）。アニメではロボットモードで兄弟の合同技「超魂スクランブル」を使用。
玩具はドレッドウィング（Dreadwind）の仕様変更品。ロボットポイント通販限定でドレッドウィングと同仕様の「バスター ドレッドウィング」も発売された。
合体兵士 ダークウィングス
第8話から登場。ハイドラー・バスターがウイングクロス（合体）した大型ジェット。最高速度はM30。武器はダブルスカイレーザーとダブルプラズマミサイル。必殺技は「超魂ウィングサンダーハリケーン」（本編未使用）。ロボット生命体になった後に、体当たり技「デビルパワーアタック」や、目にも止まらぬ速度で飛行する「マッハエックス飛行」という必殺技も披露した。兄弟喧嘩の途中で偶然完成した形態と表記されている。
玩具はハイドラ―とバスターのセット版も発売された。
クラウダー / 特殊攻撃員 ダブルクラウダー
声 - 草尾毅
第31話から登場。本編の終盤に登場した、1人でサイバトロンとデストロンの2種類のアイアコーンを使い分ける特殊なゴッドマスター。両腕のマスターブレスの重ね方を変えることで、それぞれ別のマスターフォースに変身する。ミサイルトレーラーからロボット（サイバトロン）とイーグル（デストロン）とに変形。武器は対トランスフォーマー超大型ミサイルとツインビームキャノンとソニックブラスター。必殺技はゴッドマスターのトランステクター機能も停止させる「ダブルゴッドエンド」（漫画版でのみ単なる射撃わざとして使用）。初めはデストロンの破壊活動に共鳴しスパイとなったが、サイバトロンに捕らえられた時に見捨てられ、改心してサイバトロンの一員となる。しかし、その代償にデストロンヘッドマスターJr.同様、デビルZにマスターフォースを奪われトランステクターは独立した悪のロボット生命体となって地球を去っていった。それでも最後には、彼と同様にマスターフォースを奪われたデストロンヘッドマスターJr.たちと行動を共にし、自らはトラックを運転して応援に向かっている。
漫画版ではイーグルに変形すると一人称が「俺」になっており、若干性格が変わる。
玩具はダブルディーラー（Doubledealer）の仕様変更品。アニメのカラーリングは日本版玩具ではなく、ダブルディーラーのカラーリングに近い。

#### ヘッドマスターJr.（デストロン）
デストロンを信奉する不良少年たち。サイバトロンから奪った「マスターブレス」によってマスターフォースとなり、トランステクターにヘッドオンしてロボットに変形する。やがて少年たちは改心し、サイバトロンヘッドマスターJr.たちの良き友人となった。だが、その代償としてデビルZにマスターフォースを奪われてしまい、トランステクターは独立した悪のロボット生命体となって地球を去っていった。
ワイルダー / 指揮官 ワイルダー
声 - 難波圭一
ロボットモード時全長:7m
第4話から登場。アメリカ出身。暴走族「ジャックボーイズ」の元リーダー。15歳。過去「クールガイズ」というグループにチームを解散させられ、それ以来力を求めるようになった。ゴーシューターに対してライバル心を持つ。デストロンに心酔していたが、後にブルホーンと共に爆破寸前の海底基地に取り残された際にゴッドジンライに助けられる。その後一度はサイバトロンからもデストロンからも離れるが、窮地に落とされたサイバトロンヘッドマスターJr.とキャンサーの前に現れてからはサイバトロンに協力する。オオカミモンスターからヘッドオンする。武器は分子破壊ブラスターとウィングシールド。必殺技は「ライジングムーン」（本編未使用）。
玩具はファングリー（Fangry）と同仕様品。
ブルホーン / 陸上攻撃兵士 ブルホーン
声 - 塩屋浩三
第4話から登場。メキシコ出身。17歳。元はストリートファイトで賞金を稼いで生活していた。キャンサーを両腕で持ち上げるほどの怪力自慢ののんびり屋。時に皮肉めいた発言をすることがある。年下のワイルダーには少々頭が上がらない様子。根は友人想いであり、キャンサーがデストロンから離反した際には、荒れ狂うキングポセイドンを食い止めてキャンサーを逃がした。バッファローモンスターからヘッドオンする。武器は小型カノン砲とレーザー砲。必殺技は「デッドハリケーン」（本編未使用）。
玩具はホリブル（Horri-Bull）と同仕様品。
キャンサー / 深海攻撃兵士 キャンサー
声 - 小粥よう子
ロボットモード時全長:6.5m
第4話から登場。中国出身の超竜拳の使い手。13歳。デストロンのアイドル的存在で、メガに可愛がられている。強くなり超竜拳を有名にするためにデストロンとなった。最年少ゆえかミネルバの説得に心が揺れ動き、後にデストロンの非道なやり方に嫌気が差し離反した。カニモンスターからヘッドオンする。武器はアクアブラスターとテイルソード。必殺技は「超竜拳デューン」で、アニメではメガの目の前でこの技を披露をした。
漫画版ではデストロンが正月を祝う直前に失踪した。メガとギガの死に涙していた。
玩具はスクイーズプレイ（Squeezeplay）と同仕様品。

#### プリテンダー（デストロン）
サイバトロンプリテンダーと共に地球に不時着し、その姿を変え、人間の歴史に現れてはモンスターや悪魔とも呼ばれた。地球のエネルギーを巡る戦いに破れ世界各地に封印されていたが、現代に蘇る。地超魂の力を持つ。巨大化し「プリテンダー」のかけ声でロボットモードになる。初期ではデストロンの中核として破壊活動を行っていたが、ゴッドマスターが登場してからは、ギャグキャラ的な要素が強くなる。最終決戦を目前に、デビルZによるハイドラー&バスター兄弟への容赦ない仕打ちに怖れをなし逃走した。
漫画版では終盤で全員が改心し、ラストでは人間に変身できるようになるために努力している姿が見られた。
破壊指揮官 ブラッド
声 - 戸谷公次
デストロンプリテンダーのリーダー。ギルマーとダウロスからは兄貴と呼ばれている。バットモンスターの姿を持ち、かつては吸血鬼と呼ばれていた。ピラミッドから甦った。分身殺法と催眠術を得意とし、人間を操ったり夢の中に現れるなどの能力を持つ。プライドが高いながらも冷静な性格だが、後に現れたゴッドマスターを快く思わず怒りを感じていた。戦闘VTOLに変形。武器はデスハンマーとダブルショルダーガン。必殺技は「ブラッディムーン」（漫画版でのみ使用）。
玩具はボムバースト（Bomb-Burst）と同仕様品。
爆薬攻撃参謀 ダウロス
声 - 郷里大輔
ナスカの地上絵に封印されていた。ブルモンスターの姿を持ち、かつてはミノタウロスと呼ばれていた。デストロンプリテンダー随一の怪力を誇る。火薬の臭いが好きで、そのために爆弾の専門家になったとのこと。玩具の設定によると世界の原因不明の爆破事件の多くはダウロスの仕業であるという。催眠術で動物を操る（劇中ではブラッドが行っていた）。三人の中では格下なのかギルマーを「先輩」と呼ぶことがある。好戦的な性格だが、戦況が不利になると撤退する。戦車に変形。武器はオーバルカッターとギガトンマグナム。必殺技は高速スピンしながら空中から突進する「ローリングボンバー」。アニメ本編ではギルマーが使用していた。
玩具はスカルグリン（Skullgrin）と同仕様品。
魚雷攻撃参謀 ギルマー
声 - 佐藤正治
海底遺跡より復活。フィッシュモンスターの姿を持ち、かつては半魚人と呼ばれていた。海中活動が得意で、ずる賢い。海底火山を噴火させ、催眠術で海の生物を操る能力を持つ。潜水艇に変形。武器はアトランソードとアクアバスター。必殺技は水のピラミッドを作る「アクアトライアングル」（本編未使用）。
玩具はサブマーローダー（Submarauder）と同仕様品。

#### シーコンズ
海洋生物型メカの姿を持つデストロンの戦闘員。タートラー以外は本能のみで行動する量産型メカであり、甲高い奇声のような咆哮を上げる。玩具では全員がロボットモードに変形可能であるが、劇中では描写されていない。
シーコンズ指揮官 タートラー
声 - 平野正人
第14話から登場。ただ一体のみのカメ型メカ。シーコンズで唯一会話が可能であり、シーコンズを指揮して様々な作戦を行う。キングポセイドンに合体する際には胴体に変形する。命令には忠実だが、第33話では捕虜になったクラウダー諸共サイバトロン基地を破壊しようとした挙句、クラウダーを救出する方向で作戦を立てていたギガとメガに虚偽の報告をしていたらしいことが37話で語られている。武器は剣とキャノン砲とレーザー砲。
玩具はスナップトラップ（Snaptrap）と同仕様品。
海中破壊兵 オーバーバイト
第2話から登場。サメ型メカ。キングポセイドンに合体する際には銃に変形する。
玩具はオーバーバイト（Overbite）と同仕様品。
海中爆破兵 ロブクロウ
第2話から登場。エビ型メカ。キングポセイドンに合体する際には右腕に変形する。
玩具はノーティレイター（Nautilator）と同仕様品。
海洋工作兵 クラーケン
第3話から登場。エイ型メカ。水中戦だけで無く空中戦も可能。キングポセイドンに合体する際には左腕に変形する。
玩具はシーウィング（Seawing）と同仕様品。
深海攻撃兵 ガルフ
シーラカンス型メカ。キングポセイドンに合体する際には右脚に変形する。
玩具はスケイラー（Skalor）と同仕様品。
機雷攻撃兵 テンタキル
第1話から登場。イカ型メカ。キングポセイドンに合体する際には左脚に変形する。
玩具はテンタキル（Tentakil）と同仕様品。
深海合体兵士 キングポセイドン
声 - 平野正人
第14話から登場。タートラーが胴体に、他のシーコンズのうち5体が両腕、両足、銃に変形して合体する巨大兵士。合体時の人格はタートラーのそれを受け継ぐ。合体時やサイバトロンの前に姿を現した際に「キィ〜ングポセイドン!」と叫ぶことが多い。剣とシーコンズが変形した銃が武器。手足を急速に入れ替えてジェット水流を生み出す「スクランブルシーコン」が得意技（本編未使用）。合体要員以外のシーコンズを用いた人海戦術が可能な深海でこそ真価を発揮するが、陸上でもゴッドマスターをも一撃で吹き飛ばすなど破壊力を見せ付け、世界各地で幾度となくスーパージンライと死闘を繰り広げた。中盤までデストロン最強を誇っていたが、戦いの中で合体に必要なシーコンズが破壊されて合体できずに撤退することもある。最終決戦で撃破され、その後のタートラーの消息は不明。
玩具はシーコンズ6体セット版も発売された。タートラー以外の5体はそれぞれが手足の他にガンモード（砲台が付属）に変形することが可能であり、従来のスクランブル合体ロボにも合体可能。アニメでは描かれなかったものの、漫画版では最大限に活用される様子が描かれた。

#### スパークダッシュ
第36話から登場。ブラックザラックの配下である量産型メカ。シーコンズ同様、劇中では自我が確認できず、トランスフォームも行っていない。口から吐く炎が武器（玩具では火花を出す）。
火炎攻撃兵 ガズル
恐竜型メカ。
火炎航空兵 シズル
ワシ型メカ。
火炎破壊兵 ジャビル
昆虫型メカ。

#### その他（デストロン）
ガンマン ブローニング
声 - 山田恭子
第20話から登場。メガがキャンサーに与えた小型のマスコットロボット。関西弁に似た喋り口調でキャンサーを「大将」と呼ぶ。口が減らないおしゃべりな性格。ピストル（FN ブローニングM1910）に変形。催涙弾カプセルバーストを発射できる。2丁のスナイパーショットが武器だが、本編では未使用。
玩具はミクロマンのガンロボの仕様変更品。当初はマグナムタイプも出る案もあった。

### その他（人間）
剛（ごう）博士
声 - 野田圭一
秀太の父で、宇宙工学博士。サイバトロンの戦力を削ぐために、研究所員ともどもブラッドに殺害された。大室山にある彼の研究所はサイバトロン基地として使われるが、終盤にてデストロンの手により破壊されてしまう。その際には、抗議のファンレターが殺到したという。
ドンク
声 - 田の中勇
カリン島王家に仕える老臣で、キャブのお目付け役。難病を抱えたコポ（声 - 鶴ひろみ）という孫娘がいる。
レフトフット
声 - 佐藤正治
ライトフットの父。自動車会社ブリティシュモーターズの社長取締役を務める。

## スタッフ
- プロデューサー - 奥出信行（株式会社タカラ）、横山賢二、吉田竜也（東映動画）
- 企画 - トランスフォーマーステーション、中野隆幸、藤田誠、貝塚秀仁、飯崎進
- 原案・キャラクターデザイン協力 - 金田益実、まがみばん（連載誌 - 『テレビマガジン』、『たのしい幼稚園』、『おともだち』、『コミックボンボン』）
- シリーズ構成 - 星山博之
- 音楽 - 石田勝範
- 製作担当 - 目黒宏（東映動画）
- 美術デザイン - 伊藤岩光
- 総作画監督 - 大島城次
- シリーズディレクター - 今沢哲男
- 日本テレビプロデューサー - 清水篤
- オーディオディレクター - 小松亘弘
- 編集 - 花井正明、片桐公一、望月徹
- 録音 - 市川修
- 音響効果 - 横山正和（E&M）
- 選曲 - 宮下滋
- 現像 - 東映化学
- 制作 - 株式会社タカラ、東映（東映動画）

## 主題歌・挿入歌
オープニングテーマ - 「超神マスターフォースのテーマ」
作詞 - 竜真知子 / 作曲・編曲 - 川崎真弘 / ストリングアレンジ - 朝川朋之 / 歌 - 五十嵐寿也
第22話から映像が変更された。
エンディングテーマ - 「燃えろ!トランスフォーマー」
作詞 - 竜真知子 / 作曲・編曲 - 川崎真弘 / ストリングアレンジ - 朝川朋之 / 歌 - 五十嵐寿也、森の木児童合唱団
挿入歌
「奇跡のトランスフォーマー」（第20、27、29、32話）
作詞 - 竜真知子 / 作曲・編曲 - 川崎真弘 / 歌 - 五十嵐寿也
第16話では、インストゥルメンタル版が使用された。
「進め! 超神マスターフォース」（第22、28話）
作詞 - 竜真知子 / 作曲・編曲 - 川崎真弘 / 歌 - 五十嵐寿也
第42話では、インストゥルメンタル版が使用された。
「WE BELIEVE TOMORROW」（第33、42話）
作詞 - 竜真知子 / 作曲 - 根岸考旨 / 編曲 - 埜邑紀見男 / 歌 - 五十嵐寿也
「スーパージンライのテーマ」（第34、39話）
作詞 - 竜真知子 / 作曲 - 根岸考旨 / 編曲 - 石田勝範 / 歌 - 五十嵐寿也
本編未使用曲
「変身!ゴッドマスター」
作詞 - 竜真知子 / 作曲 - 川崎真弘 / 編曲 - 埜邑紀見男 / 歌 - 五十嵐寿也
「小さな勇士〜ヘッドマスターJrのテーマ〜」
作詞 - 冬杜花代子 / 作曲 - 根岸考旨 / 編曲 - 石田勝範 歌 - 冬馬由美、江森浩子、山本百合子
「See See シーコンズ」
作詞 - 冬社花代子 / 作曲 - 根岸考旨 / 編曲 - 石田勝範 / 歌 - 平野正人
「宇宙の支配者・デビルZ」
作詞 - 竜真知子 / 作曲 - 根岸考旨 / 編曲 - 石田勝範 / 歌 - 五十嵐寿也

## 各話リスト
第43-46話は関東未放映。第45-47話は映像マスター紛失のため、視聴不能になっている。2007年（平成19年）2月から6月まで、東映チャンネルの「スーパーロボット列伝」にてニューマスター版で再放送された（第43 - 47話を除く）。
| 話数 | サブタイトル                                     | 脚本             | 演出              | 作画監督 | 美術     | 放送日         |
| ---- | ------------------------------------------------ | ---------------- | ----------------- | -------- | -------- | -------------- |
| 1    | 立て!!プリテンダー                               | 星山博之         | 今沢哲男          | 大森英敏 | 東潤一   | 1988年 4月12日 |
| 2    | 恐怖!デストロンの人間狩り                        | 安藤豊弘         | 新田義方          | 八幡正   | 渡辺佳人 | 4月19日        |
| 3    | 誘拐!?狙われたジャンボジェット                   | 荒木芳久         | 松浦錠平          | 星越賢次 | 東潤一   | 4月26日        |
| 4    | 誕生!ヘッドマスターJr                            | 荒木芳久         | 吉沢孝男          | 林和男   | 渡辺佳人 | 5月3日         |
| 5    | 大暴れ!!ルール無用の小さな悪魔                   | 安藤豊弘         | 佐々木勝利        | 山口聡   | 東潤一   | 5月10日        |
| 6    | 行けゴーシューター・荒野の対決                   | 星山博之         | 芝田浩樹          | 松本朋之 | 渡辺佳人 | 5月17日        |
| 7    | パニック!野生動物を守れ!!                        | 安藤豊弘         | 今沢哲男          | 大森英敏 | 東潤一   | 5月24日        |
| 8    | 超戦士・ゴッドマスター兄弟                       | 荒木芳久         | 新田義方          | 八幡正   | 渡辺佳人 | 5月31日        |
| 9    | 激戦!!サイバトロン危うし                         | 安藤豊弘         | 松浦錠平          | 星越賢次 | 東潤一   | 6月7日         |
| 10   | 選ばれたヒーロー・その名はジンライ               | 星山博之         | 吉沢孝男          | 林和男   | 渡辺佳人 | 6月14日        |
| 11   | ジンライ怒りのゴッドオン!!                       | 荒木芳久         | 佐々木勝利        | 山口聡   | 丸森俊昭 | 6月21日        |
| 12   | 奇妙な友情キャンサーとミネルバ                   | 安藤豊弘         | 芝田浩樹          | 松本朋之 | 渡辺佳人 | 6月28日        |
| 13   | 敵か味方か!?モンスターの正体!!                   | 荒木芳久         | 今沢哲男          | 大森英敏 | 東潤一   | 7月12日        |
| 14   | ゴッドマスタージンライを抹殺せよ                 | 星山博之         | 新田義方          | 八幡正   | 渡辺佳人 | 7月19日        |
| 15   | 壮絶!!スーパージンライ誕生                       | 星山博之         | 松浦錠平          | 星越賢次 | 東潤一   | 8月2日         |
| 16   | ライトフット劇的なる出逢い                       | 荒木芳久         | 吉沢孝男          | 大島城次 | 渡辺佳人 | 8月9日         |
| 17   | 敵?第三のゴッドマスターレインジャー              | 安藤豊弘         | 佐々木勝利        | 山口聡   | 伊藤岩光 | 8月16日        |
| 18   | 強敵!!さすらいのシックスナイト                   | 安藤豊弘         | 芝田浩樹          | 松本朋之 | 渡辺佳人 | 8月23日        |
| 19   | 勢揃い!ゴッドマスター四銃士                      | 荒木芳久         | 金山通弘          | 大森英敏 | 東潤一   | 8月30日        |
| 20   | サイバトロン戦士シックスナイト?!                 | 星山博之         | 新田義方          | 八幡正   | 渡辺佳人 | 9月13日        |
| 21   | 少女を救え!超神戦士ゴッドマスター                | 安藤豊弘         | 松浦錠平          | 星越賢次 | 東潤一   | 9月20日        |
| 22   | 生か?死か?絶体絶命ライトフット                   | 荒木芳久         | 吉沢孝男          | 大島城次 | 渡辺佳人 | 9月27日        |
| 23   | デストロンの黒い罠をあばけ!                      | 星山博之         | 佐々木勝利        | 上村栄司 | 東潤一   | 10月4日        |
| 24   | スーパージンライ砂漠に散る!?                     | 安藤豊弘         | 芝田浩樹          | 松本朋之 | 渡辺佳人 | 10月11日       |
| 25   | 破られるか!ボンバー計画                          | 荒木芳久         | 金山通弘          | 大森英敏 | 佐貫利勝 | 10月18日       |
| 26   | ゴッドジンライ・宇宙へ!!                         | 安藤豊弘         | 新田義方          | 八幡正   | 渡辺佳人 | 10月25日       |
| 27   | ゴッドジンライ・月面の対決                       | 星山博之         | 松浦錠平          | 星越賢次 | 市谷正夫 | 11月1日        |
| 28   | オーバーロード・超魂竜巻の恐怖                   | 荒木芳久         | 吉沢孝男 梅澤淳稔 | 大島城次 | 渡辺佳人 | 11月8日        |
| 29   | 脱出!!海底火山大爆発                             | 安藤豊弘         | 佐々木勝利        | 上村栄司 | 市谷正夫 | 11月15日       |
| 30   | ゴッドボンバーを破壊せよ!!                       | 星山博之         | 松浦錠平          | 工原茂樹 | 渡辺佳人 | 11月22日       |
| 31   | 出現!!最後のゴッドマスター                       | 荒木芳久         | 金山通弘          | 大島城次 | 田中資幸 | 11月29日       |
| 32   | 秘密指令!サイバトロン基地を破壊せよ!!            | 安藤豊弘         | 新田義方          | 八幡正   | 渡辺佳人 | 12月6日        |
| 33   | ピンチ!サイバトロン基地大爆発                    | 安藤豊弘         | 新田義方 又野弘道 | 星越賢次 | 佐貫利勝 | 12月13日       |
| 34   | ブラックザラック・宇宙からの破壊者               | 荒木芳久         | 梅澤淳稔          | 大島城次 | 渡辺佳人 | 12月20日       |
| 35   | 危機!人類滅亡の日                                | 荒木芳久         | 佐々木勝利        | 上村栄司 | 坂本信人 | 1989年 1月10日 |
| 36   | ゴッドジンライ・キャンサーを救う!?               | 安藤豊弘         | 松浦錠平          | 工原茂樹 | 渡辺佳人 | 1月17日        |
| 37   | ゴッドジンライ デストロン基地の決戦              | 星山博之         | 金山通弘          | 林和男   | 東潤一   | 1月24日        |
| 38   | 究極合体!!新生命体ブラックザラック               | 荒木芳久         | 新田義方          | 八幡正   | 渡辺佳人 | 1月31日        |
| 39   | 死闘!!ゴッドジンライVS新生ダークウイングス       | 安藤豊弘         | 又野弘道          | 星越賢次 | 東潤一   | 2月7日         |
| 40   | サイバトロン!決死のアタック!!                    | 荒木芳久         | 梅澤淳稔          | 林和男   | 渡辺佳人 | 2月14日        |
| 41   | 極悪非道!デビルZの正体                           | 安藤豊弘         | 佐々木勝利        | 上村栄司 | 佐貫利勝 | 2月21日        |
| 42   | 戦闘（たたかい）・・・・・そして                 | 荒木芳久         | 松浦錠平          | 林和男   | 渡辺佳人 | 2月28日        |
| 43   | 戦え!スーパージンライ（総集編）                  | 金田益実（構成） | 金田益実          | -        | -        | 未放映         |
| 44   | ボンバー計画発令!ゴッドジンライ誕生（総集編）    | 金田益実（構成） | 金田益実          | -        | -        | 未放映         |
| 45   | ゴッドボンバーの秘密!（総集編）                  | 金田益実（構成） | 金田益実          | -        | -        | 未放映         |
| 46   | 大逆転!サイバトロン戦士!（総集編）               | 金田益実（構成） | 金田益実          | -        | -        | 未放映         |
| 47   | マスターフォースで君もトランスフォーム（総集編） | 金田益実（構成） | 金田益実 金山通弘 | 大島城次 | -        | 3月7日         |

## 放送局
※放送日時は1989年1月中旬 - 2月上旬時点、放送系列は放送当時のものとする。
| 放送地域       | 放送局         | 放送系列                                     | 放送日時                                                                                      | 備考 |
| -------------- | -------------- | -------------------------------------------- | --------------------------------------------------------------------------------------------- | --- |
| 関東広域圏     | 日本テレビ     | 日本テレビ系列                               | 火曜 17:00 - 17:30                                                                            | 制作参加 |
| 北海道         | 北海道テレビ   | テレビ朝日系列                               | 金曜 17:00 - 17:30                                                                            | |
| 青森県         | 青森テレビ     | TBS系列                                      | 木曜 16:30 - 17:00                                                                            | |
| 岩手県         | テレビ岩手     | 日本テレビ系列                               | 日曜 7:45 - 8:15                                                                              | |
| 宮城県         | ミヤギテレビ   | 日本テレビ系列                               | 木曜 17:00 - 17:30                                                                            | |
| 秋田県         | 秋田放送       | 日本テレビ系列                               | 木曜 17:30 - 18:00                                                                            | |
| 山形県         | 山形テレビ     | フジテレビ系列                               | 月曜 16:30 - 17:00                                                                            | |
| 福島県         | 福島中央テレビ | 日本テレビ系列                               | 水曜 17:00 - 17:30                                                                            | |
| 山梨県         | テレビ山梨     | TBS系列                                      | 水曜 16:25 - 16:55                                                                            | |
| 新潟県         | テレビ新潟     | 日本テレビ系列                               | 火曜 17:00 - 17:30                                                                            | |
| 長野県         | 信越放送       | TBS系列                                      | 土曜 17:00 - 17:30                                                                            | |
| 静岡県         | 静岡第一テレビ | 日本テレビ系列                               | 水曜 17:00 - 17:30                                                                            | |
| 富山県         | 富山テレビ     | フジテレビ系列                               | 火曜 16:25 - 16:55                                                                            | 1989年3月14日まで放送。                                                                                            |
| 石川県         | 石川テレビ     | フジテレビ系列                               | 木曜 16:10 - 16:40                                                                            | |
| 福井県         | 福井テレビ     | フジテレビ系列                               | 金曜 16:30 - 17:00                                                                            | |
| 中京広域圏     | 中京テレビ     | 日本テレビ系列                               | 木曜 17:00 - 17:30                                                                            | |
| 近畿広域圏     | 読売テレビ     | 日本テレビ系列                               | 火曜 17:00 - 17:30(第1-22話) → 火曜 16:00 - 16:30(第23-33話)→ 金曜 10:30 - 11:00(第34-最終回) | 1988年9月27日の第22話迄はキー局と同時ネット。 1988年10月から12月迄は先行ネット。 1989年1-3月は平日午前中に再移動。 |
| 鳥取県・島根県 | 日本海テレビ   | 日本テレビ系列                               | 木曜 17:00 - 17:30                                                                            | |
| 広島県         | 広島テレビ     | 日本テレビ系列                               | 水曜 17:00 - 17:30                                                                            | |
| 山口県         | テレビ山口     | TBS系列                                      | 木曜 17:00 - 17:30                                                                            | |
| 香川県・岡山県 | 西日本放送     | 日本テレビ系列                               | 水曜 17:00 - 17:30                                                                            | |
| 愛媛県         | 愛媛放送       | フジテレビ系列                               | 金曜 16:30 - 17:00                                                                            | 現：テレビ愛媛。                                                                                                   |
| 高知県         | 高知放送       | 日本テレビ系列                               | 木曜 16:30 - 17:00                                                                            | |
| 福岡県         | 福岡放送       | 日本テレビ系列                               | 土曜 8:00 - 8:30                                                                              | |
| 佐賀県         | サガテレビ     | フジテレビ系列                               | 金曜 16:30 - 17:00                                                                            | |
| 長崎県         | 長崎放送       | TBS系列                                      | 火曜 17:30 - 18:00                                                                            | |
| 熊本県         | 熊本県民テレビ | 日本テレビ系列                               | 木曜 17:00 - 17:30                                                                            | |
| 大分県         | テレビ大分     | フジテレビ系列 日本テレビ系列 テレビ朝日系列 | 木曜 17:00 - 17:30                                                                            | |
| 宮崎県         | テレビ宮崎     | フジテレビ系列 日本テレビ系列 テレビ朝日系列 | 金曜 16:00 - 16:30                                                                            | |
| 鹿児島県       | 鹿児島テレビ   | フジテレビ系列 日本テレビ系列                | 火曜 16:30 - 17:00                                                                            | |
| 沖縄県         | 沖縄テレビ     | フジテレビ系列                               | 木曜 16:30 - 17:00                                                                            | |

## 玩具展開
海外で先に発売されたものの仕様を変更して発売。パッケージデザインが白を基調とした日本独自のデザインに変更。またナンバーもプリテンダーが「C-201」「D-201」から一新され、ヘッドマスターJr.以降は「C-301」「D-301」から数えられた。
ランダーがキャンペーンの景品に回されたことと、主役を張れるキャラクターがいなかったためにプリテンダーは日本オリジナル商品としてメタルホークを発売したが、プリテンダーの売れ行きはあまり良くなかった。そのためスーパージンライのようなロボット路線に変更し、ジンライに合体するゴッドボンバーの開発も早められた。同年の特撮テレビドラマ『超獣戦隊ライブマン』でも2号ロボとの強化合体であるスーパーライブロボが登場しており、玩具開発競争が展開されていた。

## 映像ソフト
- VHS

バップより発売。各3話収録。
- 1巻 1988年10月21日 第1 - 3話収録
- 2巻 1988年11月21日 第4 - 6話収録
- 3巻 1988年12月21日 第7 - 9話収録

- DVD

トランスフォーマー 超神マスターフォースDVD-BOX（パイオニアLDC）
- BOX1 2003年3月21日 第1 - 24話収録
- BOX2 2003年6月25日 第25 - 44話収録

トランスフォーマー超神マスターフォース DVD-SET（NBCユニバーサル・エンターテイメント）
- DVD-SET1 2015年1月28日 第1 - 24話収録
- DVD-SET2 2015年1月28日 第25 - 44話収録